# Julian Pollersbeck
Julian Pollersbeck (* 16. August 1994 in Altötting) ist ein deutscher Fußballtorwart. Er steht beim SSV Jahn Regensburg unter Vertrag.

## Karriere

### Vereine

#### Anfänge in Burghausen und Kaiserslautern
Julian Pollersbeck stammt aus Emmerting im östlichen Oberbayern und spielte in der Jugend zunächst beim örtlichen SV DJK Emmerting, mit knapp 16 Jahren erfolgte dann der Wechsel zu Wacker Burghausen, dem als damaliger Drittligist mit Abstand erfolgreichsten Verein in seinem Heimatlandkreis Altötting. Ab der Saison 2011/12 stand er sowohl im Kader der U19-Mannschaft in der zweitklassigen A-Junioren-Bayernliga als auch der zweiten Herrenmannschaft in der sechstklassigen Landesliga Bayern Süd. 2012/13 absolvierte er für die aufgestiegene zweite Mannschaft sieben Spiele in der Bayernliga Süd, für die erste Mannschaft saß er in der 3. Liga bei drei Spielen auf der Ersatzbank. Nach dieser Saison wechselte Pollersbeck zum 1. FC Kaiserslautern. Zur Saison 2014/15 rückte er dort in den Profikader auf und erhielt im November 2014 einen Profivertrag. Sein Profidebüt in der 2. Bundesliga gab der junge Schlussmann am 11. September 2016 (4. Spieltag) bei der 0:2-Auswärtsniederlage gegen den SV Sandhausen nach Einwechslung für Stipe Vučur in der 74. Minute, nachdem der Stammtorhüter André Weis nach einer roten Karte des Feldes verwiesen wurde. Auch in den folgenden Spielen vertrat Pollersbeck seinen Konkurrenten und blieb auch nach Ablauf von dessen Sperre im Tor. Pollersbecks Vertrag bei den Pfälzern lief bis 2020.

#### Hamburger SV
Zur Saison 2017/18 wechselte Pollersbeck in die Bundesliga zum Hamburger SV, bei dem er einen Vierjahresvertrag bis zum 30. Juni 2021 unterschrieb. In seiner ersten Saisonvorbereitung beim HSV musste sich Pollersbeck mit Christian Mathenia um den Platz im HSV-Tor duellieren. Während der Testspiele im Rahmen der Saisonvorbereitung gegen Holstein Kiel und Sparta Rotterdam unterliefen dann Pollersbeck Fehler, die jeweils zu Gegentoren führten. Kurz vor Saisonbeginn entschied sich der HSV-Trainer Markus Gisdol schließlich für Mathenia als „Nummer 1“. Um Spielpraxis zu sammeln, lief Pollersbeck am 2. Oktober 2017 erstmals für die zweite Mannschaft in der viertklassigen Regionalliga Nord auf. Aufgrund von athletischen Defiziten und schlechten Trainingsleistungen verlor Pollersbeck im November 2017 seinen Platz als „Nummer 2“ kurzzeitig an Tom Mickel. Nach dem letzten Hinrundenspiel rief Gisdol die Position neu aus. Nach der Wintervorbereitung löste Pollersbeck schließlich Mathenia als „Nummer 1“ ab. Sein Bundesligadebüt gab er am 13. Januar 2018 (18. Spieltag) bei der 0:1-Niederlage im Auswärtsspiel gegen den FC Augsburg. Nach einem weiteren Spiel verlor Pollersbeck unter dem neuen Trainer Bernd Hollerbach seinen Platz wieder an Mathenia. Nachdem mit Christian Titz der dritte Trainer in dieser Spielzeit die Mannschaft übernommen hatte, wurde Pollersbeck ab dem 27. Spieltag wieder zum Stammtorhüter. Er absolvierte in seiner ersten Spielzeit beim HSV 10 Bundesligaspiele und stieg mit dem Verein in die 2. Bundesliga ab.
Auch in der Saison 2018/19 war Pollersbeck unter Titz und dessen Nachfolger Hannes Wolf Stammtorhüter und absolvierte 31 Zweitligaspiele. Er beendete zwar 12 Spiele ohne Gegentor, was hinter Rafał Gikiewicz (Union Berlin; 14) der zweitbeste Wert war, wurde jedoch vom Kicker mit einer Durchschnittsnote von 3,21 unter 16 bewerteten Torhütern als schlechtester eingestuft. Zudem wurden seine Trainingsleistungen kritisiert. Der HSV belegte den 4. Platz und verpasste den direkten Wiederaufstieg.
Vor der Saison 2019/20 wurde mit Daniel Heuer Fernandes ein neuer Torhüter verpflichtet. Unter dem ebenfalls neuen Cheftrainer Dieter Hecking wurde Pollersbeck hinter Heuer Fernandes und Tom Mickel zum dritten Torhüter degradiert. Seine Rückennummer 1 musste er ebenfalls an Heuer Fernandes abgeben. Bis zur Winterpause stand Pollersbeck je einmal bei einem Liga- und einem DFB-Pokal-Spiel im Spieltagskader. Daneben spielte er 5-mal für die zweite Mannschaft in der Regionalliga Nord. Anfang Januar zog sich Pollersbeck in der Winterpause im Training einen Bänderriss im linken Sprunggelenk zu und konnte nicht am Wintertrainingslager teilnehmen. Er stieg jedoch bereits Anfang Februar wieder in das Mannschaftstraining ein. Nachdem Heuer Fernandes nicht langfristig hatte überzeugen können, kehrte Pollersbeck am 29. Spieltag in das HSV-Tor zurück und absolvierte die letzten 6 Ligaspiele. Wie im Vorjahr schloss der HSV die Saison auf dem 4. Platz ab und verpasste den Wiederaufstieg.

#### Pollersbeck in Frankreich
Nachdem während der Sommerpause 2020 zunächst ein Wechsel zum Erstligisten 1. FC Union Berlin geplatzt war, wurde Pollersbeck von Heckings Nachfolger Daniel Thioune hinter Heuer Fernandes und Mickel wieder zur Nummer 3 degradiert. Er wechselte daraufhin Mitte September 2020 in die französische Ligue 1 zu Olympique Lyon. Der Keeper unterschrieb einen Vertrag bis zum 30. Juni 2024 und kostete eine Ablösesumme in Höhe von 250.000 Euro, zudem wurde der HSV mit 15 Prozent an einem Weiterverkauf beteiligt. Nach dem Abgang von Ciprian Tătărușanu zur AC Mailand war Pollersbeck der Ersatz von Anthony Lopes. Am 3. Oktober 2021 wurde er in der 75. Minute im Derby beim AS Saint-Étienne eingewechselt, nachdem Anthony Lopes die rote Karte bekommen hatte. Somit kam Pollersbeck nach über einem Jahr zu seinem Ligue-1-Debüt für Olympique Lyon unter Trainer Peter Bosz.
Ende Januar 2023 wurde Pollersbeck bis Saisonende an den Ligakonkurrenten FC Lorient ausgeliehen. Dort kam er jedoch nicht zum Einsatz.

#### Rückkehr nach Deutschland
Nach dem Saisonende löste Pollersbeck seinen Vertrag mit Olympique Lyon auf. Er kehrte daraufhin nach Deutschland zurück und schloss sich zur Saison 2023/24 dem Zweitligisten 1. FC Magdeburg an. Dort traf er auf den Cheftrainer Christian Titz, unter dem er 2018 beim HSV gespielt hatte. Nach einem Jahr ohne Einsatz wechselte er im Sommer 2024 zum SSV Jahn Regensburg und unterschrieb dort einen Vertrag bis 2026.

### Nationalmannschaft
Sein Debüt im Nationaltrikot gab er am 10. November 2016 in Berlin beim 1:0-Sieg der U21-Nationalmannschaft gegen die Auswahl der Türkei. Der Auswahltrainer Stefan Kuntz berief ihn in den Kader für die U21-Europameisterschaft 2017 und ernannte ihn vor Marvin Schwäbe und Odisseas Vlachodimos zum Stammtorhüter. Im Halbfinalspiel gegen England hielt Pollersbeck im Elfmeterschießen zwei Strafstöße und trug damit entscheidend zum Einzug des deutschen Teams in das Finale des Turniers bei. Nach dem Finaltriumph über Spanien wurde er außerdem zum besten Torhüter des Turniers gewählt.

## Titel und Auszeichnungen
Titel
- U21-Europameister: 2017

Auszeichnungen
- Bester Torwart der U21-Europameisterschaft: 2017